# Jaciments arqueològics de l'Aragó
Els jaciments arqueològics a l'Aragó són els llocs on s'han trobat restes dels antics pobladors de l'actual comunitat d'Aragó. Els seus orígens es remunten per tant a la prehistòria i arriben a èpoques més recents, però solen referir-se fins als pertanyents a l'Època Antiga.

## Història de l'arqueologia a l'Aragó
La història de l'arqueologia a l'Aragó comença al segle xvi, amb l'interès suscitat pel Renaixement per conèixer el passat, entre molts altres dels seus aspectes. Amb els nous avanços en la primera meitat del segle XX l'arqueologia avança de manera important, sent entre els anys 1907 i 1909 quan es va crear a Tortosa el Butlletí d'Història i Geografia del Baix Aragó. En la segona meitat del segle es produeixen diversos canvis en l'enfocament de la recerca, introduint així els actuals mètodes i tècniques de treball.

## Pobles prerromans
En aquesta època es van trobar els pobles indígenes de la península Ibèrica amb els colonitzadors. Els indígenes es dividien en Tartessos (al voltant de la depressió del Guadalquivir), els Ibers (en el llevant i el sud), els Celtibers (en el sistema Ibèric) i els celtes (en la resta). Alguns dels seus assentaments van deixar d'estar habitats, bé per simple abandó o bé per destrucció, i uns altres es van continuar com a romans.
- Arcóbriga
- Bílbilis
- Bursau
- La Cabañeta
- Cabezo de Alcalá
- Contrebia Belaisca
- Castellazos
- La Vispesa
- Mundobriga
- Nertobriga
- Salduie
- Segeda
- Valdeherrera
- Valdetaus
- Jaciment arqueològic de Roquizal del Rullo

## Període romà
Els romans van estar en la península ibèrica des de l'any 218 aC fins a principis del segle v, amb la invasió dels visigots. Es tratar un dels períodes dels quals roman major influència en la societat actual: lingüística, sistema polític, urbanisme... Així mateix, abasta el major nombre de restes arqueològiques oposades fins avui.
L'organització política d'Hispània va canviar amb el pas del temps i amb la progressiva conquesta de la península. Durant la República Romana, la part oriental de la comunitat pertanyia a la Hispània Citerior (amb capital en Tarraco). L'any 27 aC, amb l'inici de l'imperi romà, August va acabar de conquerir la península i la va dividir de tal forma que l'actual Aragó va quedar completament comprès a la província Tarraconensis, quedant igual després de la següent divisió de Caracal·la l'any 238.
- La Cabañeta
- Cesaraugusta
  - Casa d'Orfeu
- Celsa
- La Malena
- La Vispesa
- Labitolosa
- Mundobriga
- Valdeherrera
- Vila Fortunatus
- Jaciment del Camí d'Albalate

### Arcóbriga
Arcóbriga es tratar un jaciment celtíber i romà dins del terme municipal de Monreal de Ariza, en el turó Villar. Conserva el seu sistema defensiu, que consisteix en dos cinturons de muralles, la qual arriba a aconseguir els tres metres d'espessor. Dins del cinturó interior es troben els edificis públics romanizados, les termes, els aljubs, la casa del Pretor, el temple... Així mateix, s'ha trobat una pila de sacrificis humans, ritus propis dels celtes. Totes les restes trobades es conserven en el Museu Arqueològic Nacional.
En el turó Sant Pere es troba la necròpoli de Vallunquer, pertanyent a l'època celtibérica.

### Bílbilis
Bílbilis es troba a 4,5 km de Calataiud, en el vessant de tres muntanyes: Bámbola, San Patern i Santa Bàrbara. Abarca una superfície d'unes 30 ha i fa ús de l'urbanisme escalonat per aconseguir un millor aprofitament del terreny. Segurament es va crear al segle iii aC i la va conquistar Roma en l'I aC Va ser August qui li va donar el títol de municipi.
En la part més alta s'erigia el fòrum amb plaça porticada, el temple i la basícilica. També posseïa un teatre amb aforament per unes 4500 persones i unes termes públiques.
El fòrum estava coronat pel temple, als peus del qual es trobava una plaça pavimentada de 50 m envoltada de pòrtics i altres construccions públiques. Va ser inaugurat durant el govern de Tiberio i va sofrir modificacions en època dels Antonins. El temple sembla haver estat períptero (envoltat per columnes) i hexàstil (sis en la portada), amb columnes corínties, sense porta posterior i d'uns dotze m d'altura. Estava recobert per marbres i assentat sobre un podi. Per accedir al mateix existia una gran escala a la plaça del fòrum, de la qual es conserven restes.
El teatre data de l'època d'August i estava coronat per un templet. La seva capacitat oscil·laria al voltant dels 4500 espectadors. Les termes es trobaven en la part alta de la ciutat i comptava amb els elements típics i comuns.
La casa de Ninfeo es trobava a mig camí entre el fòrum i les termes i va ser construïda en la primera meitat del segle I dC i reformada durant l'època de Vespasià.

### Els Bañales
Els Bañales es troba dins del terme municipal de Uncastillo, en les Cinc Viles. Es tracta d'un dels majors jaciments de ciutats romanes en la comunitat autònoma. Aquesta ciutat va deure ocupar una mica més de vint hectàrees, destacant especialment les termes. Explicava a més amb fòrum, àrees residencials, artesanals i comercials i necròpolis.

### Altres restes romanes

#### Alfar de Villarroya de la Serra
Al costat d'un barranc de Villarroya de la Serra es troben les restes d'un alfar romà que va estar en funcionament des de l'any 50 fins al segle iv. Fins avui s'han trobat tres forns.
Al costat d'aquest alfar hi ha una àrea d'enterraments romans en taüts, acompanyats del seu aixovar.

#### Bustum de Biota
El Bustum Romano de Biota és una antiga pira funerària on es cremaven els cadàvers. Es tracta d'un recinte funerari excavat en el sòl i de planta rectangular (5,5 x 3,5 m) on els romans guardaven les restes incinerades dels morts.
En el mateix turó hi ha una necròpoli de la mateixa època.

#### Cabezo Villar de Fonts d'Ebre
En el Cabezo Villar de Fonts d'Ebre s'han excavat sis habitacions i s'han trobat ceràmiques ibèriques pintades, tabas d'os en una caixa de fusta, pesos de teler, ceràmiques, restes d'una estàtua femenina de bronze i un trifinium incomplet.

#### Cementiri dels Moros de Cabanyes d'Ebre
En el Cementiri dels Moros de Cabanyes d'Ebre s'han trobat restes d'un castellum (lloc de vigilància) d'una vila rústica romana, com a possible part de l'antic complex del port fluvial. Així mateix s'han trobat altres restes reflecteixo de la vida quotidiana.

#### Cerro de Valdeherrera de Calataiud
En el Turó de Valdeherrera de Calataiud s'han trobat restes d'un assentament proper a Bílbilis, amb utensilis propis de la vida cotidiana.

## Període visigot
Els visigots es van assentar en la península d'ençà el segle v fins al VIII, excepte en l'extrem occidental i en la cornisa cantàbrica. Quant a divisió territorial, van acceptar la divisió romana, posant al capdavant de les províncies als duces (ducs) i al capdavant de les ciutats als comitès (comtes). L'extrem nord-occidental d'Aragó es trobava, en canvi, dins de la Basconia.
- Vila Fortunatus

## Període musulmà o andalusí
El període musulmà s'estén des del segle viii. Al principi Aragó, així com la resta del territori peninsular, pertanyien al califat abasí, des de l'any 929 amb el califat de Còrdova. En 1031 est va ser abolit i l'Àndalus es va dividir en taifas, romanent la major part de l'actual Aragó dins de la taifa de Saragossa, encara que també va haver-hi unes altres entre les quals cal destacar la d'Albarrasí. Al Pirineu es trobaven els regnes cristians.
La cultura islàmica era predominantment urbana, per aquest motiu les principals troballes es donin a les ciutats. Es @tratar una dels períodes de major influència en la societat actual: lingüística, urbanisme, utensilis, art...
- Mundobriga
- Castillo d'Albarrasí

Aquesta fortalesa conserva un important conjunt d'estructures arqueològiques pertanyents fonamentalment al segle xi, quan va albergar la alcazaba dels Banu Razin. Recentment ha estat objecte d'excavacions arqueològiques, que han proporcionat un dels conjunts ceràmics medievals més importants -per quantitat, varietat i procedència- d'Aragó.

## Edat mitjana
En l'època de la Reconquesta es comencen a definir algunes de les fronteres i límits actuals i en certa manera els regnes cristians d'aquell llavors poden considerar-se com a antecessors directes dels països europeus occidentals. La majoria dels aspectes de la societat han estat resultat de l'evolució contínua i directa des d'aproximadament el segle IX fins a aconseguir la forma de vida actual. Els jaciments arqueològics d'aquestes dates són més aviat escassos, ja que no hi ha hagut canvis substancials quant a assentaments de població i aquests els conservats són considerats més aviat com a monuments, edificis o ruïnes.
- Hospital de Santa Cristina de Somport